# Wendisch Rietz
Wendisch Rietz (letteralmente: «Rietz veneda») è un comune di 1 678 abitanti del Brandeburgo, in Germania.

Appartiene al circondario dell'Oder-Sprea ed è parte della comunità amministrativa dello Scharmützelsee.

## Storia
Dal 1937 al 1945 Wendisch Rietz portò il nome di Märkisch Rietz («Rietz della Marca»).